# Sigurd Christensen
Sigurd Frank Christensen (ur. 16 kwietnia 1911 w Kopenhadze, zm. 23 listopada 1963 w Hørsholm) – duński żeglarz, olimpijczyk.
Na regatach rozegranych podczas Letnich Igrzysk Olimpijskich 1936 wystąpił w klasie O-Jolle zajmując 12. pozycję.